# Makkal Osai
Makkal Osai is een Tamil-dagblad in Maleisië, een van de drie kranten hier in deze taal. De krant werd in 1981 opgericht als Tamil Osai. Het blad was actief tot 1990 toen het stopte vanwege managementproblemen. Er kwam een offshoot onder dezelfde naam, maar in 2005 veranderde deze krant de naam in Makkal Osai, en werd het blad een dagblad. De broadsheet, gevestigd in Kuala Lumpur, heeft een dagelijkse oplage van 52.000 exemplaren (95.000 in het weekend, 2008).
De krant kwam in augustus 2007 in de problemen na de publicatie van een cartoon van Jezus met een sigaretje en een blikje bier in de hand met het bijschrift "Als iemand berouw toont voor zijn misstappen, wacht hem de hemel". Hierna riep onder meer een bisschop om een publicatieverbod en vroegen vertegenwoordigers van andere religieuze stromingen om een onderzoek en bestraffing van de verantwoordelijken. Ook enkele politici wilden maatregelen, met name van het Malaysian Indian Congress. De krant kwam met enkele excuses, maar het ministerie van Binnenlandse Veiligheid stelde desondanks een publicatieverbod in van een maand. 
In 2008 kwam de regering terug op een voornemen de toestemming voor publicatie niet te verlengen na kritiek van de Democratic Action Party. Het heette nu dat de goedkeuring voor verlenging van de krant was 'vertraagd' (minister Syed hamid Albar van Binnenlandse Zaken). Als gevolg hiervan kwam de krant een week lang niet uit.